# Condado de Carlow
O Carlow (em irlandês Ceatharlach) é um pequeno condado da República da Irlanda, na província de Leinster, no sudeste do país.
Os condados vizinhos são Kildare a norte, Wicklow a nordeste, Wexford a sudeste, Kilkenny a sudoeste e Laois a noroeste.
A capital tem o mesmo nome do condado, e fica sobre o rio Barrow.
O condado é mencionado na canção "Follow me up to Carlow", que conta a história de uma facção de rebelião no século XVII.